# Ludwig Timotheus Spittler
Ludwig Timotheus Spittler (Stuttgart, 1752. november 11. – Stuttgart, 1810. március 14.) német történetíró és publicista.

## Életútja
A Göttingeni és a Tübingeni Egyetemen teológiát hallgatott, de emellett történelmi tanulmányokkal is foglalkozott. 1778-ben a tübingeni teológiai szemináriumban ismétlő tanári minőségben nyert alkalmazást, de már 1779-ben mint a bölcsészet és történelem tanára Göttingenbe ment, ahol előadásai nagy feltűnést keltettek. 1797-ben visszatért Württembergbe, ahol mint a közoktatás elnöke nagy befolyással bírt. 1806-ban a tübingeni egyetem gondnoka lett; majd miniszterré neveztetvén ki, bárói rangra emelkedett. Összes művei megjelentek 1827-1837-ben 15 kötetben.

## Nevezetesebb művei
- Geschichte des kanoninischen Rechts bis auf die zeiten des falschen Isidor (Halle, 1778);
- Grundriss der Geschichte der christlichen Kirsche (Göttingen, 1782);
- Gesch. Württembergs unter den Grafen und Herzögen (uo., 1783);
- Geschichte der dänischen Revolution 1660 (uo., 1796)
- Vorlesungen über die Geschichte des Papsthums (Hamburg, 1828);
- Geschichteder Kreuzzüge (uo., 1827).

## Forrás
- Spittler. In  A Pallas nagy lexikona. Szerk. Bokor József. Budapest: Arcanum – FolioNET. 1998.  ISBN 963 85923 2 X